# T.J. McConnell

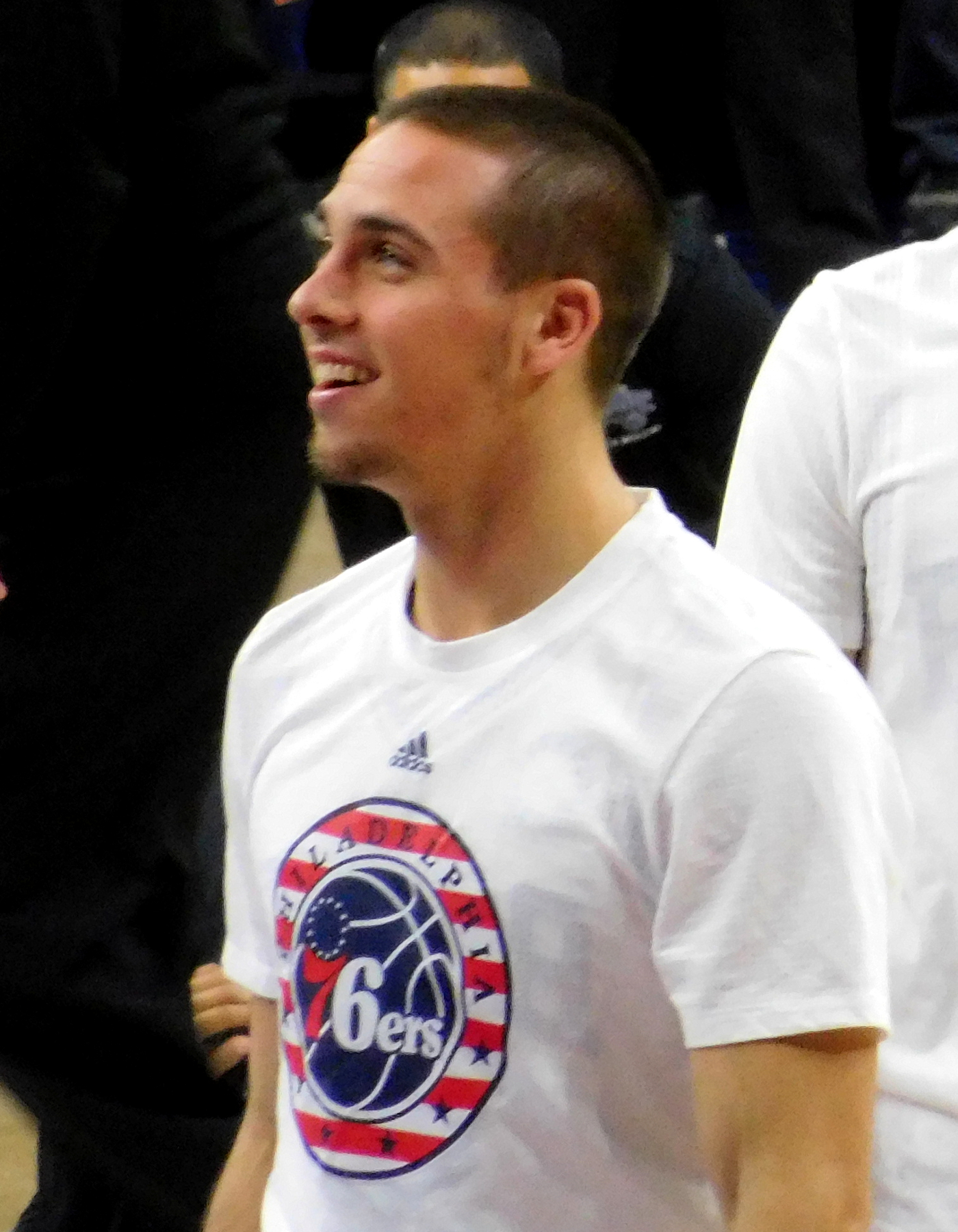
T.J. McConnell, 2015.

Timothy John "T.J." McConnell Jr., född 25 mars 1992 i Pittsburgh i Pennsylvania, är en amerikansk professionell basketspelare (PG) som spelar för Indiana Pacers i National Basketball Association (NBA). Han har tidigare spelat för Philadelphia 76ers.
McConnell blev aldrig NBA-draftad.
Innan han blev proffs studerade McConnell först på Duquesne University och spelade för deras idrottsförening Duquesne Dukes. Han blev senare överförd till University of Arizona för spel i Arizona Wildcats.
McConnell är brorson till tidigare basketspelaren Suzie McConnell-Serio.

## Lag
- Philadelphia 76ers (2015–2019)
- Indiana Pacers (2019–)